# Federico Viviani
Federico Viviani (Lecco, 24 de março de 1992) é um futebolista profissional italiano que atua como meia.

## Carreira
Federico Viviani começou a carreira no Roma.